# Augusta Sophia Virgin
Augusta Sophia Virgin, född 8 augusti 1802 i Göteborg, död 1 september 1870 i Ljungskile badort, Göteborgs och Bohus län, var en svensk målare och grafiker.
Hon var dotter till grosshandlaren Jon Laurens Tarras och Sofia Jakobina Beckman och från 1832 gift med kammarherren Arvid Virgin. Hon var huvudsakligen verksam som porträttmålare och utförde ett antal porträtt av bland annat Karl XV och drottning Lovisa. Enligt Fredrik Boyes målare-lexikon från 1833 utförde hon sina porträtt med mycken färdighet och smak. Förutom porträtt i olja utförde hon även litograferade porträtt.